# Bonifazio di Andrea
Bonifazio di Andrea (... – 1510) è stato un politico sammarinese.

## Attività politica
Fu Capitano reggente della Repubblica di San Marino dal 1º ottobre 1492 al 1º aprile del 1493, dal 1º ottobre 1496 al 1º aprile del 1497 ed ancora dal 1º ottobre 1499 al 1º aprile del 1500, in tutti e tre i casi insieme a Cristofaro di Cecco di Vita. Ricoprì la stessa carica anche dal 1º ottobre 1503 al 1º aprile del 1504, insieme a Francesco di Girolamo.